# Крючкова, Анна Ивановна
А́нна Ива́новна Крючко́ва (ум. 9 марта 1999) — доярка колхоза «Горшиха» (село Медягино, Ярославский район Ярославской области); Герой Социалистического Труда.

## Биография
Труд доярки начался для школьницы Ани с ухода за одной из первых 11 коров колхоза «Горшиха» (закупленных в Кузнечихе в начале 1930-х годов), поставленной на время строительства скотного двора молочно-товарной фермы во дворе её матери Ефимии Фокановны Багровой. В дальнейшем девочка помогала ей в дойке коров.
Самостоятельно Анна начала работать в 15 лет, заменив уходящую на пенсию мать, и отработала на ферме в общей сложности более 40 лет. Сначала результаты работы были низкими, главный зоотехник колхоза Иван Егорович Жариков даже направил её набираться опыта у лидирующий в соревновании доярки Серафимы Ивановны Терентьевой с соседней Чакаровской фермы.
Познав секреты и тонкости профессии, осваивая передовые приёмы и методы животноводства, Анна Ивановна догнала, а затем и опередила более опытных коллег. Во второй половине восьмой пятилетки (1966—1970) она вышла на рубеж 4500-4600 кг молока от коровы в год, что по тем временам было высоким показателем. Крючкова была награждена орденом Трудового Красного Знамени. Неоднократно участвовала в Выставке достижений народного хозяйства — получила сначала серебряную, а потом золотую медали.
Новый трудовой рекорд был поставлен в 1970 году, когда Анна Ивановна получила в своей группе в среднем по 5079 кг молока от коровы — прибавка по сравнению с прошлым годом составила 528 кг. За это достижение А. И. Крючкова была отмечена высшим знаком трудовой доблести — в 1971 году ей присвоили звание Героя Социалистического Труда.
Умерла 9 марта 1999 года на восьмидесятом году жизни.